# Brehmen (Königheim)
Brehmen ist ein Ortsteil der Gemeinde Königheim im Main-Tauber-Kreis in Baden-Württemberg.

## Lage

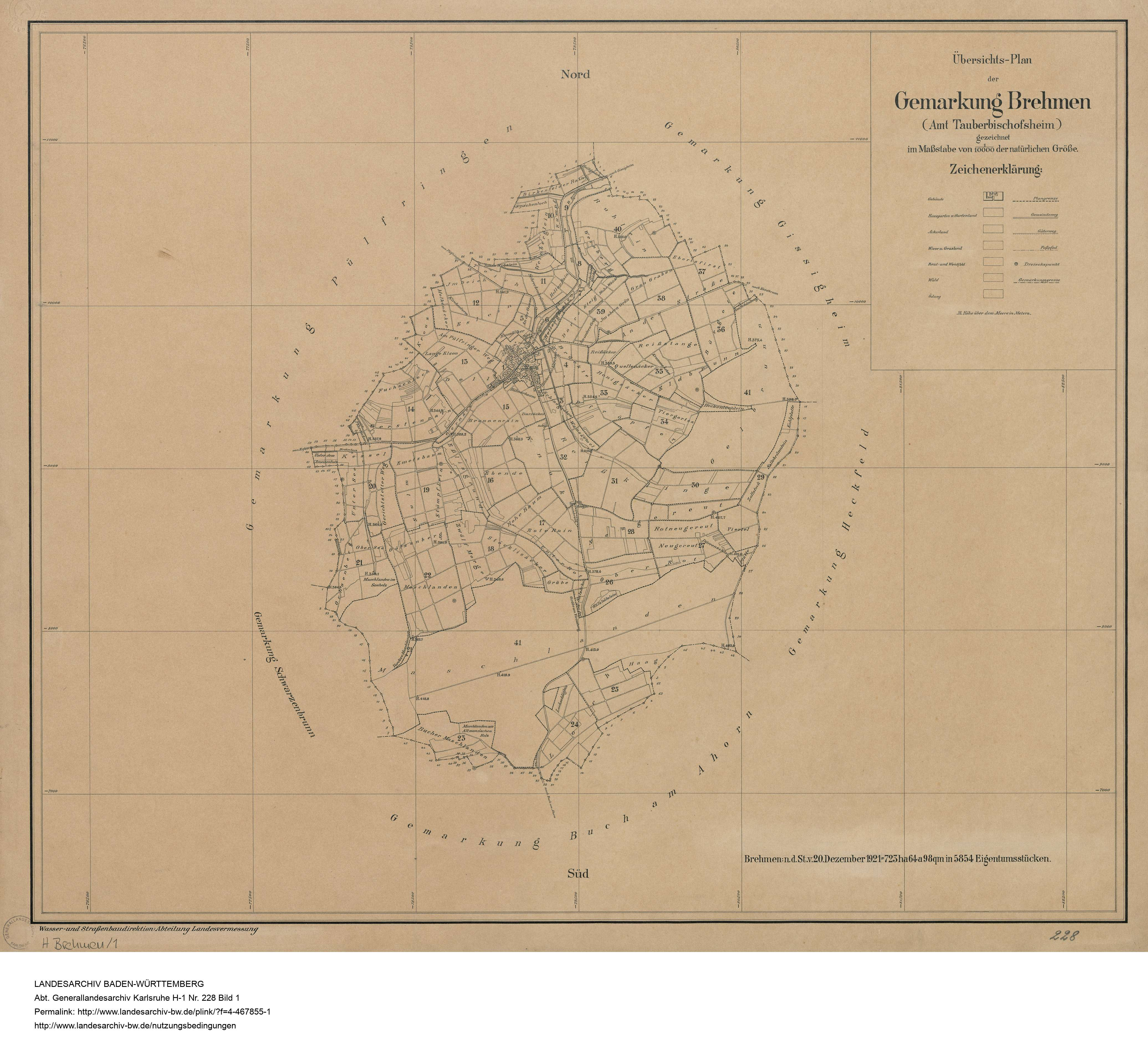
Gemarkung von Brehmen, 1921

Brehmen liegt im gleichnamigen Brehmbachtal, etwa sechs Kilometer südwestlich von Königheim. Die umgebenden Orte sind Gissigheim nach etwa vier Kilometern im Nordosten, Hof Esselbrunn nach etwa zwei Kilometern im Osten, Buch am Ahorn nach etwa 2,5 Kilometern im Süden, Erfeld nach etwa vier Kilometern im Westsüdwesten, Pülfringen nach etwa 2,5 Kilometern im Nordwesten und Hof Birkenfeld nach etwa 1,7 Kilometern im Norden.

## Geschichte
Brehmen wurde erstmals 1239 urkundlich erwähnt. Es gehörte zunächst zu Boxberg. Über die Herren von Rosenberg und die Grafen von Hatzfeld kam der Ort 1730 zur Grafschaft Löwenstein-Wertheim, der es bis 1806 zugehörte. Die Bestimmungen der Rheinbundakte führten dann zur Zugehörigkeit zum Großherzogtum Baden. Am 1. Januar 1972 wurde Brehmen in die Gemeinde Königheim eingegliedert.

## Kultur und Sehenswürdigkeiten

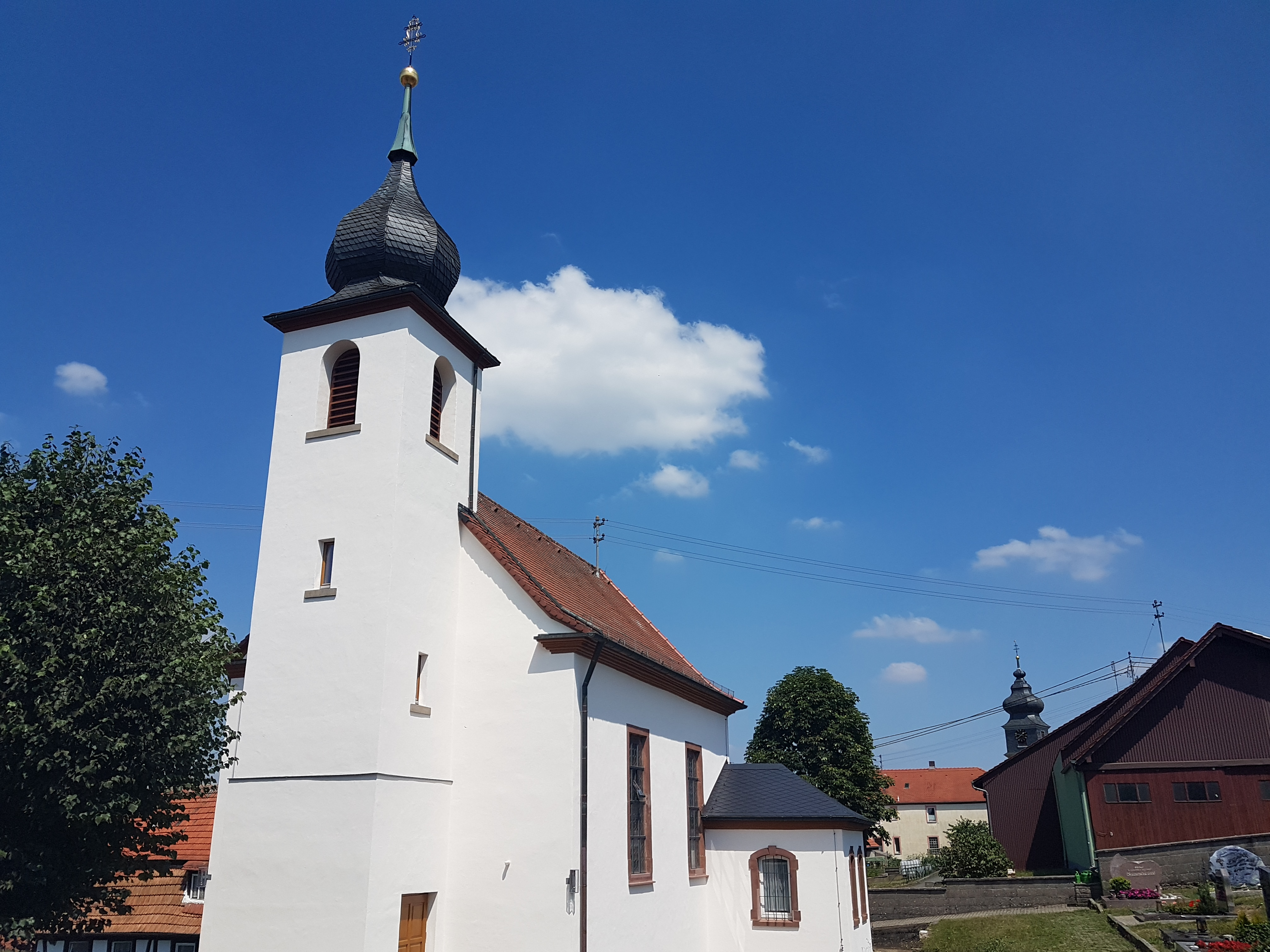
Die katholische Kilianskirche und im Hintergrund die evangelische Kirche Brehmen, 2018

### Kirche St. Kilian
In der Ortsmitte befindet sich die römisch-katholische Pfarrkirche St. Kilian.